# عنکبوت جهنده سسپونکتاتوس
عنکبوت جهنده سسپونکتاتوس (نام علمی: Zygoballus sexpunctatus) نام یک گونه از تیره عنکبوت‌های جهنده است.
این‌گونه عنکبوت در جنوب شرقی ایالات متحده آمریکا در علفزارها یافت می‌شود. طول بالغ این‌گونه حدود ۳ تا ۴٫۵ میلی‌متر است. شکم این عنکبوت برنزه تا سیاه، با پاهایی به رنگ سرخ قهوه‌ای یا نارنجی است. این عنکبوت برای اولین بار در سال ۱۸۴۵ میلادی توسط نیکولاس مارسلوس هنتز کشف شد و مقاله توصیفش نیز در مجله طبیعت بوستون منتشر گردیده‌است.